# Brandon Walsh
Pour the film character, voir The Goonies.
Brandon Walsh est un personnage de fiction qui apparaît dans les neuf premières saisons de la série télévisée Beverly Hills 90210 et interprété par Jason Priestley.
Brandon était surtout connu pour sa nature altruiste et ses fortes valeurs morales. Les motivations de Brandon étaient souvent désintéressées. Sa gentillesse l'a rendu si populaire parmi ses co-star que, pendant la diffusion de l'émission, sa sœur Brenda, ainsi que ses amis, Dylan et Steve, ont tous révélé qu'ils considéraient Brandon comme le meilleur ami qu'ils aient jamais eu.

## Histoire du personnage

### Beverly Hills, 90210

#### Début de la série
Brandon et sa sœur jumelle Brenda sont nés à Minneapolis, Minnesota. À la suite de la promotion de Jim, la famille a déménagé à Beverly Hills en 1990, où Brandon et Brenda se sont inscrits au lycée de West Beverly Hills, où dans l'épisode pilote, ils ont rencontré leurs nouveaux camarades Steve Sanders et Kelly Taylor. Il croise Andrea Zuckerman lors de son premier cours d'espagnol et fait connaissance avec elle lorsqu'il va la voir pour Dans le deuxième épisode, " Le Surf ", Brandon se lié d'amitié avec Dylan McKay, avant de se lier d'amitié avec d'autres au cours de ses années passées à Beverly Hills. Brandon était connu pour avoir des problèmes de jeu, ce qui affectait sa relation avec ses amis. Il a également eu du mal à résister à la tentation lorsqu'il sortait avec Kelly, montré avec Emily Valentine et, par coïncidence, une femme nommée Emma Bennett.

#### Vie amoureuse
Au cours de la diffusion de la série, Brandon a été connu pour avoir un nombre élevé de relations, parfois seulement pour un épisode, joué en grande partie par des stars invitées de la série. Parmi les plus notables figuraient la troublée Emily Valentine (Christine Elise), qui a tenté d'incendier le char de West Beverly High; la fanatique Brooke Alexander (Alexandra Wilson), qui supposait qu'Andrea Zuckerman était riche simplement parce qu'elle était juive ; et la deuxième Nikki Witt (Dana Barron), pendant l'épisode " Trahison ". Dans la saison quatre, Brandon a eu une liaison avec sa professeur d'université Lucinda Nicholson (Dina Meyer). En fin de compte, sa relation la plus longue a été avec Kelly, qui a tenté de gagner le cœur de Brandon à deux reprises tout au long de la série, réussissant la deuxième fois. Leur relation s'est renforcée après que Kelly ait emménagé avec lui une fois que ses parents et Brenda se sont éloignés.
Entre deux relations avec Kelly, Brandon a fréquenté deux de ses collègues. Il a eu une relation passionnée avec sa rédactrice au journal de l'Université de Californie, Susan Keats (Emma Caulfield). Brandon et Susan se sont engagés à faire un voyage à travers le pays à l'été 1996, mais Susan a finalement accepté un poste avec la campagne de réélection de Clinton-Gore, laissant Brandon faire le voyage avec Steve.
Au cours de sa dernière année, Brandon est tombé amoureux de la présentatrice de la station de télévision CU, Tracy Gaylian (Jill Elizabeth Novick). Un jour Tracy a trouvé la bague de fiançailles que Brandon a essayé de donner à Kelly dans un tiroir de la commode et a supposé que c'était pour elle. Lorsque Brandon a expliqué que ce n'était pas le cas, Tracy s'est méfiée de lui. Les deux ont arrangé les choses et Brandon a accepté de revendre la bague, en l'échangeant contre un bracelet. Une fois Brandon parti, Kelly est allée au magasin et a racheté la bague. Brandon a ensuite emmené Tracy à Hong Kong pour rencontrer son père, mais à leur retour aux États-Unis, Brandon a réalisé ses véritables sentiments pour Kelly et a rompu avec Tracy. Tracy et Brandon se revus à Hawaï au début de la saison 8, laissant Kelly perturbée, mais ses doutes ont été effacés lorsqu'elle a rencontré le fiancé de Tracy.

### Après le départ
Il a été révélé que Brandon travaillait dans le journalisme l'avait amené dans de nombreux endroits à travers le monde. En 2000, il a envoyé une vidéo à Donna et David au moment de leur mariage, bien qu'il n'ait pas pu se rendre à la cérémonie. Dans spin-off, 90210 Beverly Hills : Nouvelle Génération, il a également été révélé qu'il est resté en contact avec Brenda, Dylan et Kelly.

### 90210 Beverly Hills: Nouvelle Génération
Bien que Brandon ne soit pas apparu depuis le spin-off, Brandon a été mentionné par de nombreux personnages. Dans " Jet Set ", Brenda dit à Kelly que Brandon est actuellement au Belize. Kelly répond qu'elle lui a également parlé. Brenda dit également à Nat qu'il a toujours envie des méga burgers signature de Nat. Cependant, Dylan, se révèle être le père du fils de Kelly, Sammy.
Dans " Une nuit à Hollywood ", Brenda dit à Kelly que Brandon avait donné son e-mail à Dylan, ce qui indique que lui et Dylan sont toujours en bons termes. Plus tard, Brenda dit à Ryan qu'elle va quitter Beverly Hills pendant un certain temps et rendre visite à Brandon et sa famille. Indiquant alors que Brandon s'est marié ou a fondé une famille avec une femme.

### Beverly Hills: BH90210
Jason Priestley est revenue dans la famille « 90210 » en rejoignant le casting du nouveau reboot « BH90210 ». Lui, comme le reste de la distribution, joue une version fictive d’elle-même.

## Accueil
Le personnage a reçu un accueil plutôt positif de la part des critiques,,,.